# Four Kings
Four Kings (No Brasil, Os Reis de Nova York) é uma sitcom norte-americana que estreou no canal americano NBC como parte da programação de inverno em 2006, junto com outras famosas sitcoms do canal como Will & Grace e My Name is Earl. A série acabou se tornando um fracasso de audiência, sendo cancelada com 13 episódios, sendo que 6 deles nunca foram exibidos pela emissora, apesar de prometidos pela mesma. Apesar disso a primeira e única temporada foi exibida completa na Inglaterra.
A série passou a ser exibida no Warner Channel no período da manhã. 
O enredo da série mostra a história de quatro amigos de infância que se auto-intitulam os "4 reis de Nova Iorque".

## Elenco
- Josh Cooke como ben
- Seth Green como Barry
- Todd Grinnell como Jason
- Shane McRae como Bob